# كسوف الشمس 23 أكتوبر 2014
حدث كسوف جزئي للشمس في 23 أكتوبر 2014. يحدث كسوف الشمس عندما يمر القمر بين الأرض والشمس، وبالتالي يحجب صورة الشمس كليًا أو جزئيًا عن مشاهد على الأرض. يحدث كسوف جزئي للشمس في المناطق القطبية من الأرض عندما يغيب مركز ظل القمر عن الأرض. حدث بعد 5.7 أيام فقط من الأوج (الأوج في 18 أكتوبر 2014)، كان القطر الظاهري للقمر أصغر.
كان هذا هو الكسوف التاسع لدورة ساروس 153، والتي بدأت بخسوف جزئي في 28 يوليو 1870 وستنتهي بخسوف جزئي في 22 أغسطس 3114.

## المعاينة
غاب مركز ظل القمر عن الأرض، مروراً فوق القطب الشمالي، لكن خسوفًا جزئيًا كان مرئيًا عند شروق الشمس (24 أكتوبر بالتوقيت المحلي) في أقصى شرق روسيا، وقبل غروب الشمس (23 أكتوبر) في معظم أنحاء أمريكا الشمالية.
| </img> </br> مسار متحرك |

## صور

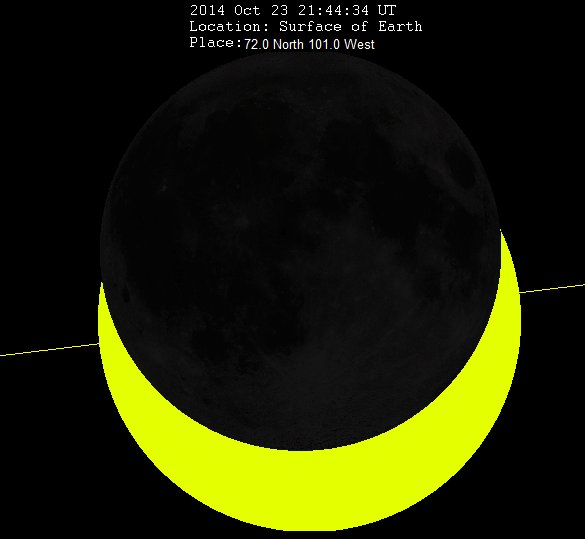
محاكاة أعظم تحيز من نونافوت بكندا عند غروب الشمس
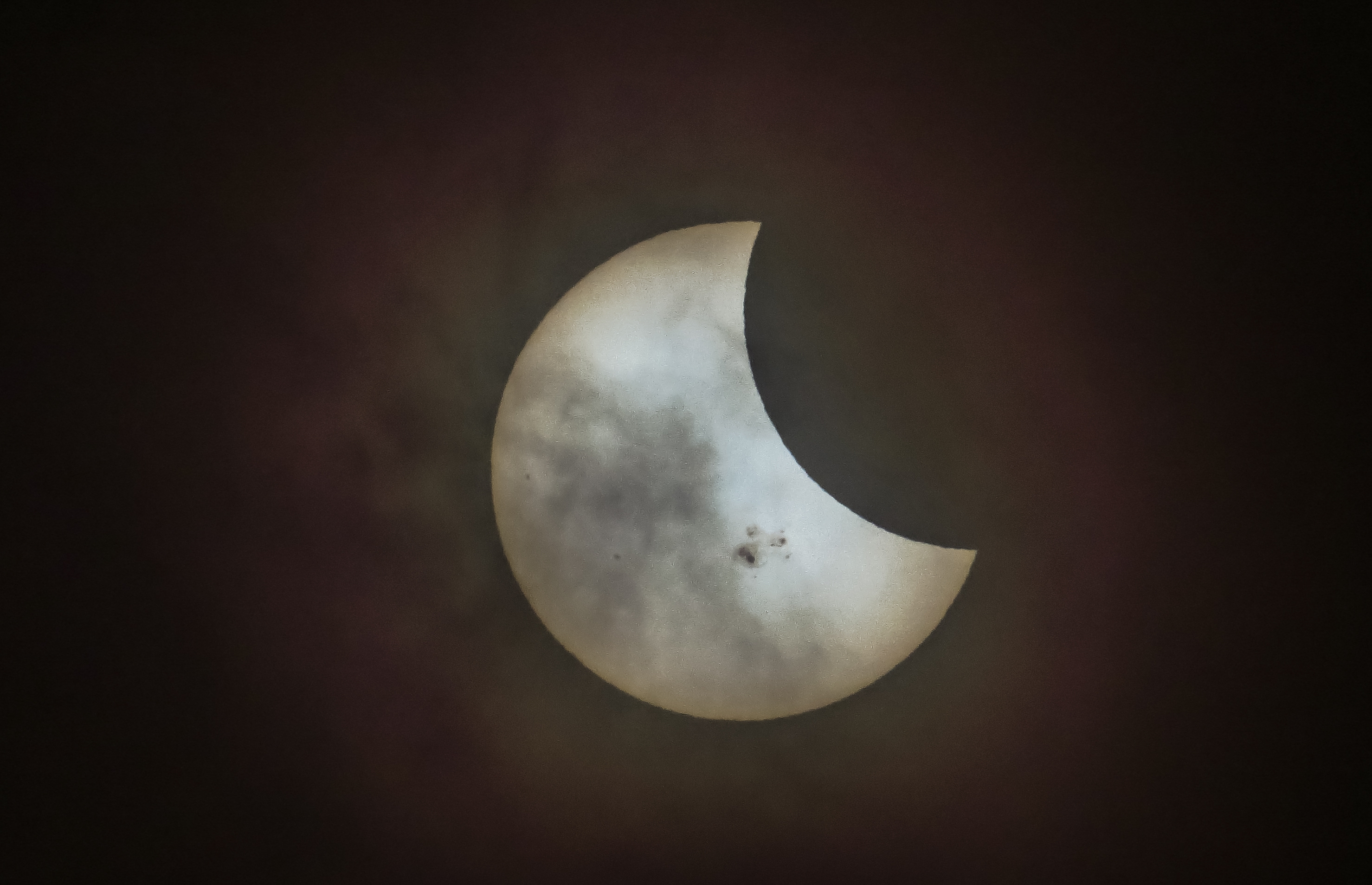
سياتل، واشنطن، 21:21 UTC
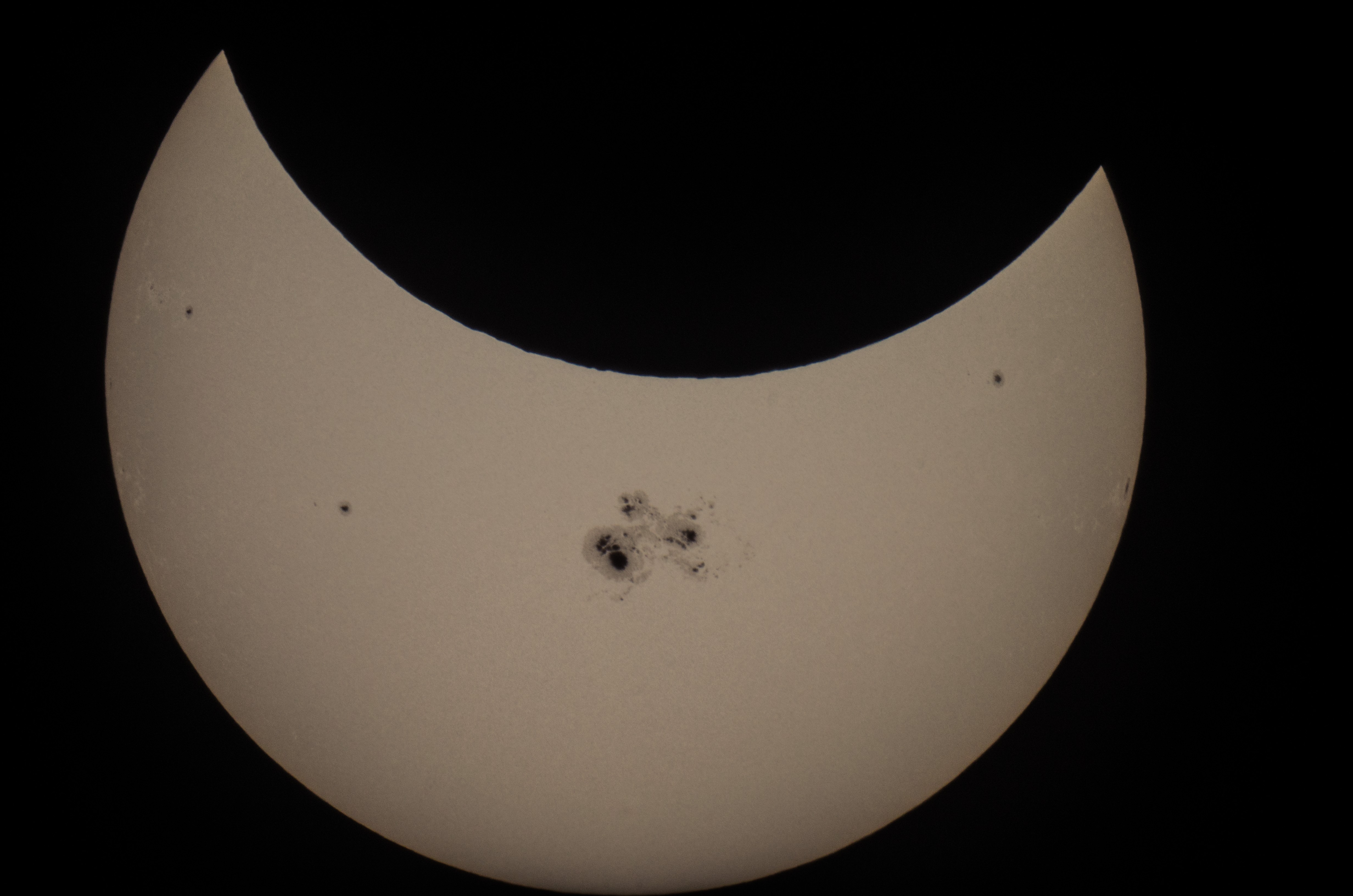
سان خوسيه، كاليفورنيا، 21:26 UTC. تزامن الخسوف مع منطقة البقع الشمسية العملاقة 2192، وهي أكبر منطقة شوهدت منذ 24 عامًا.
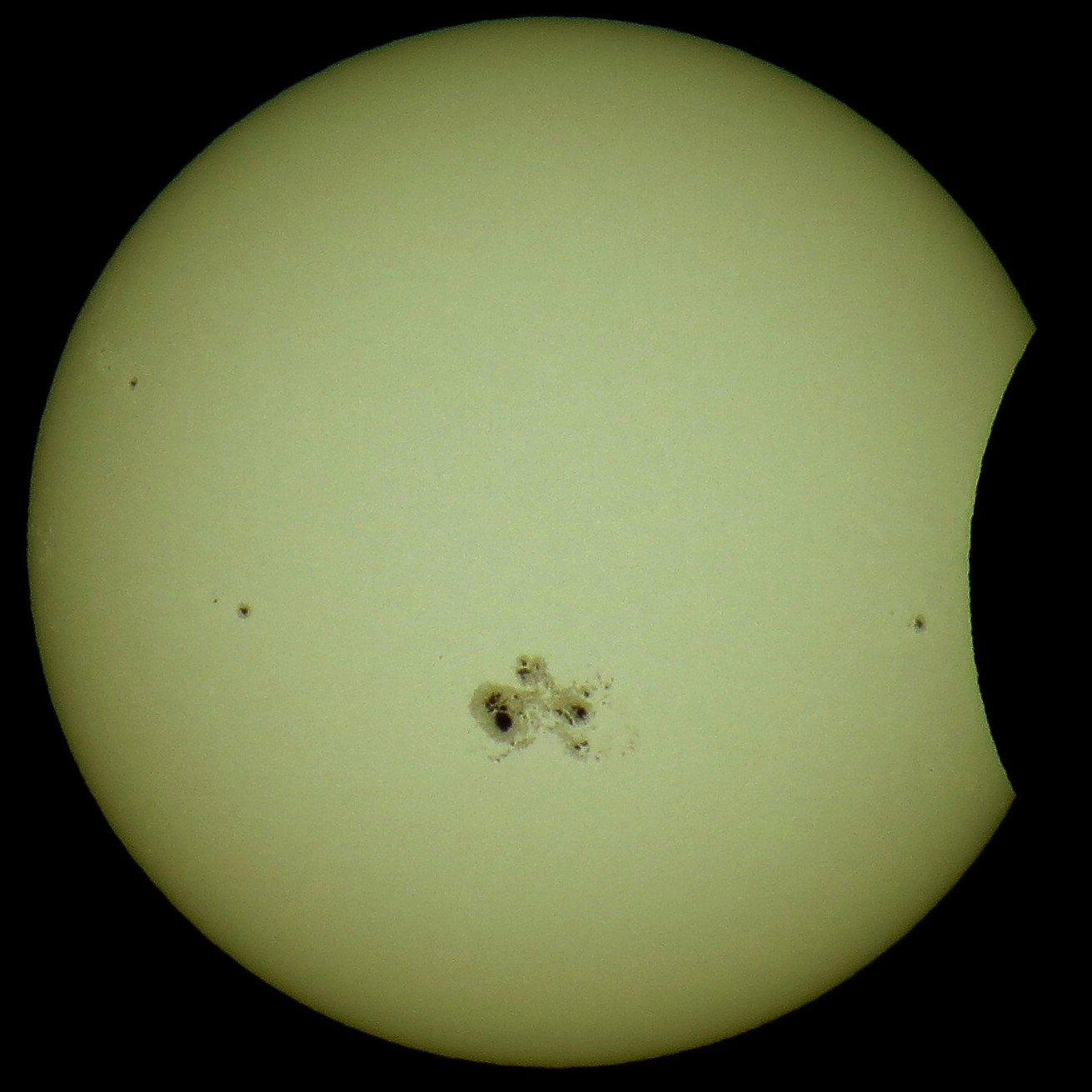
مينيابوليس، مينيسوتا الساعة 21:34 بالتوقيت العالمي المنسق
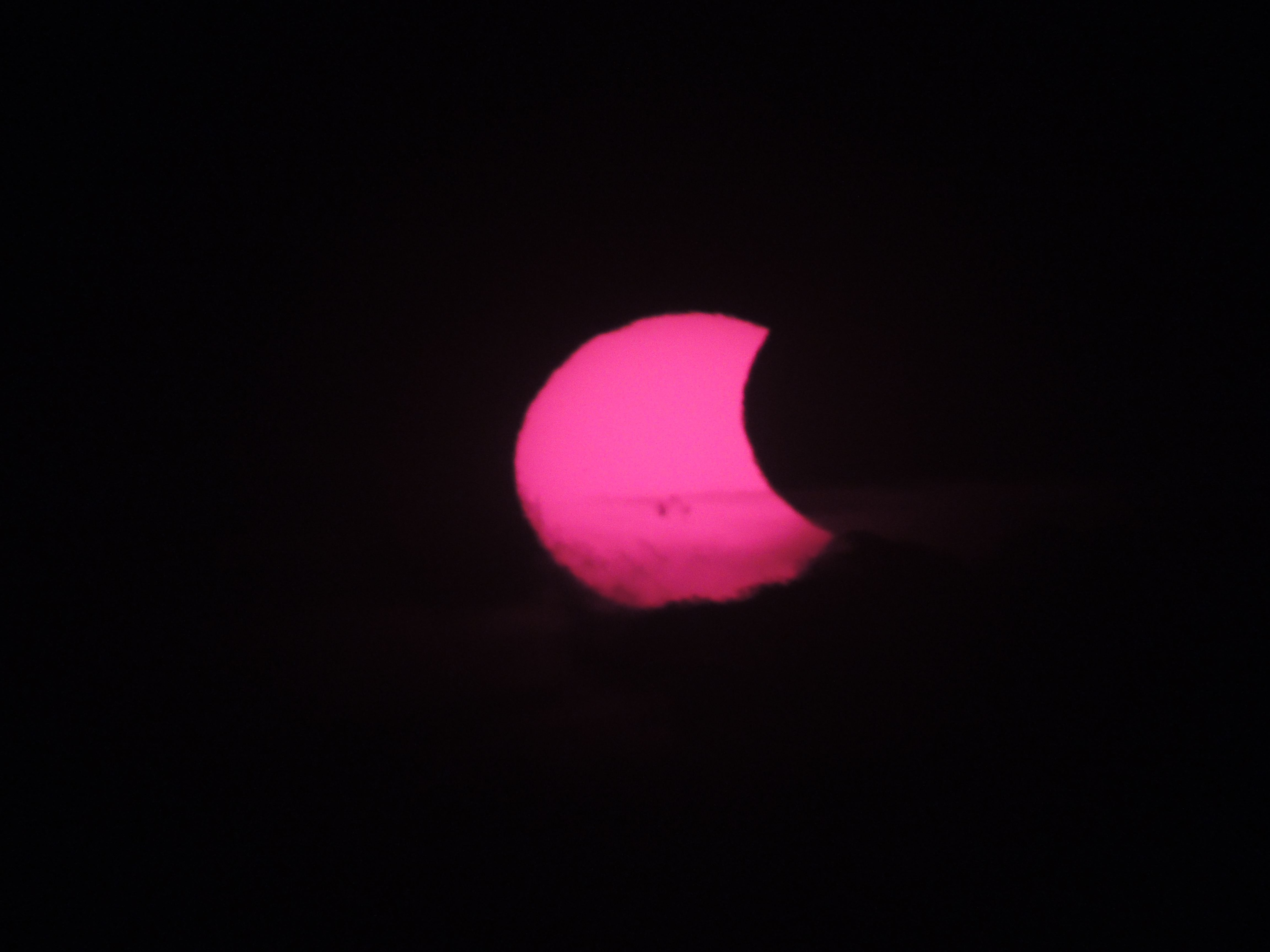
بوكانان، فيرجينيا، الساعة 21:44 بالتوقيت العالمي المنسق
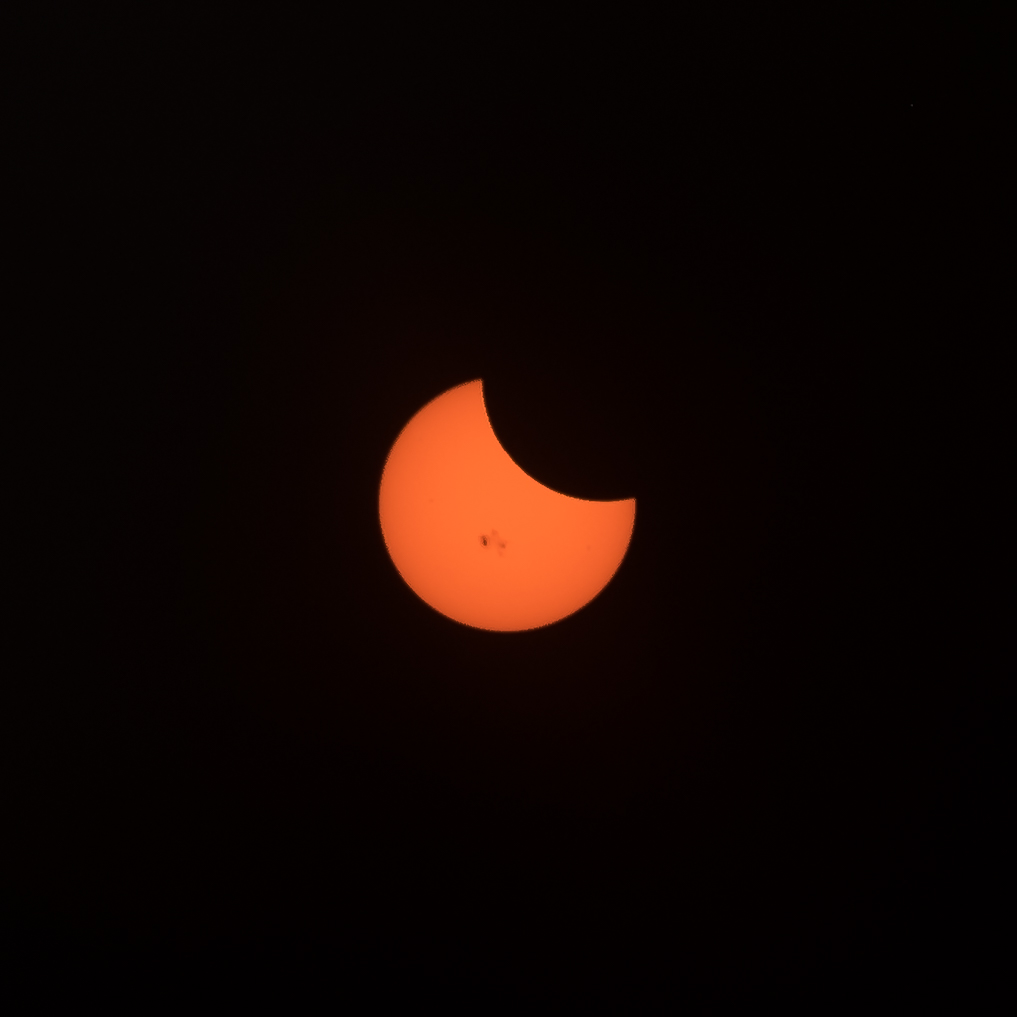
أوستن، تكساس، 22:00 UTC
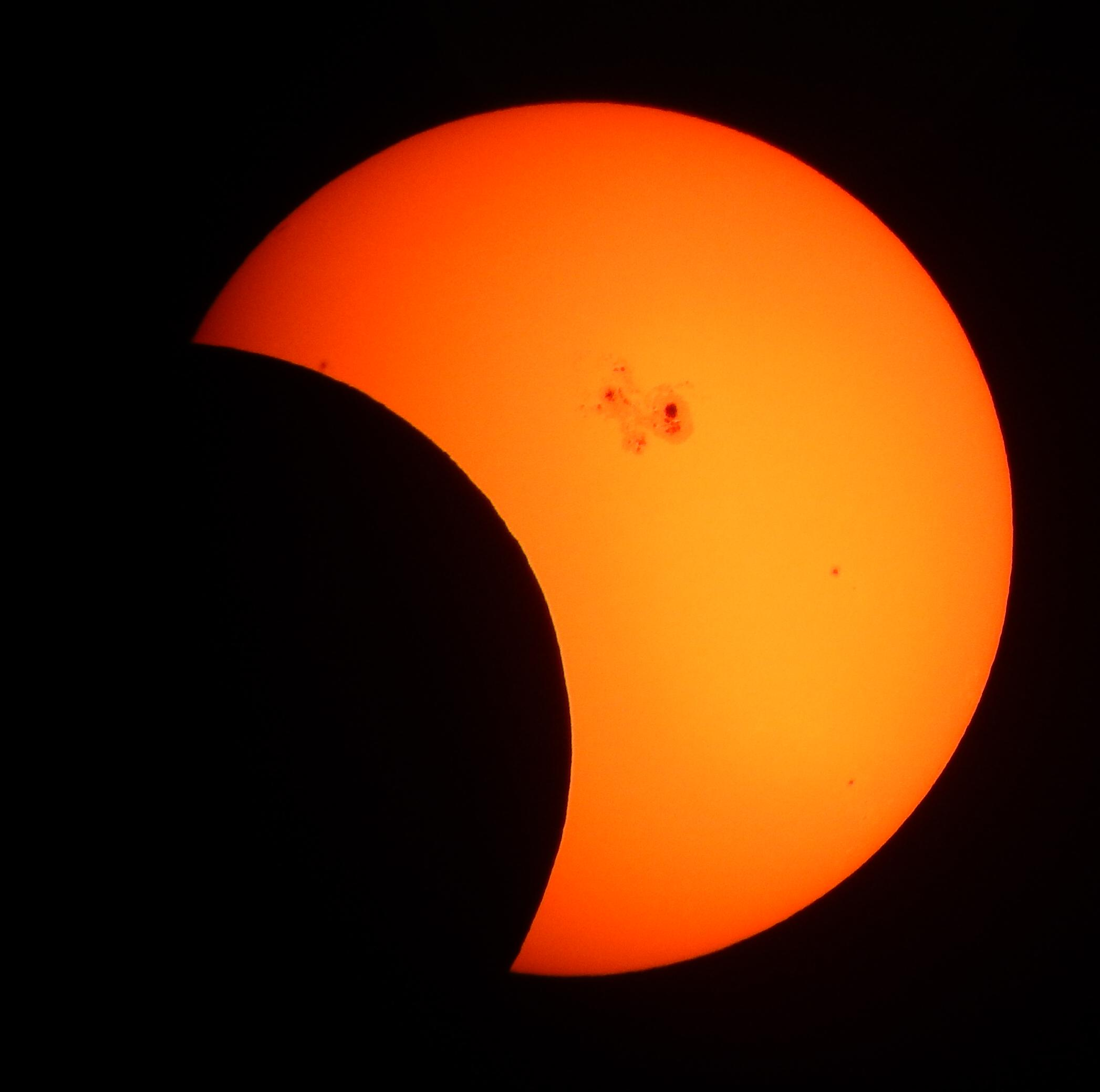
حديقة جوشوا تري الوطنية، الساعة 22:14 بالتوقيت العالمي المنسق
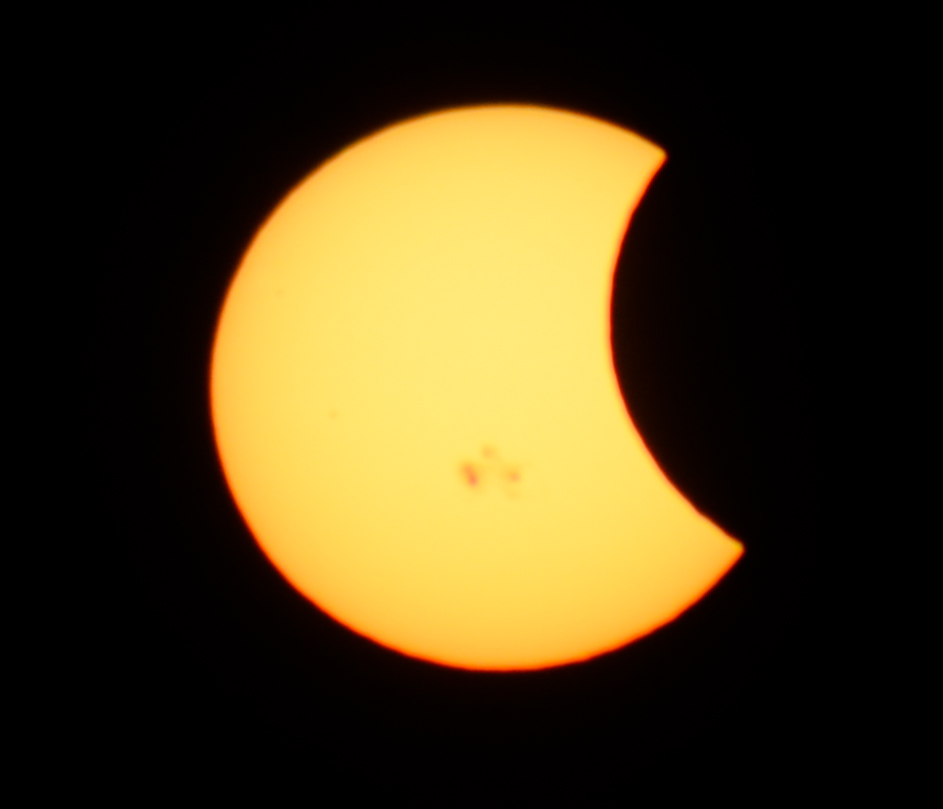
مينتور، أوهايو، 22:15 UTC
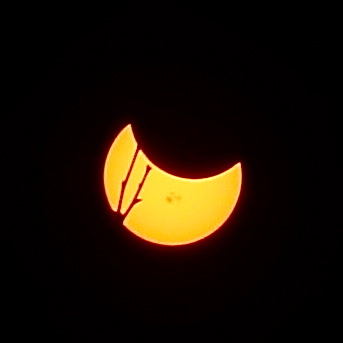
لوس ألتوس، كاليفورنيا، 22:16 UTC
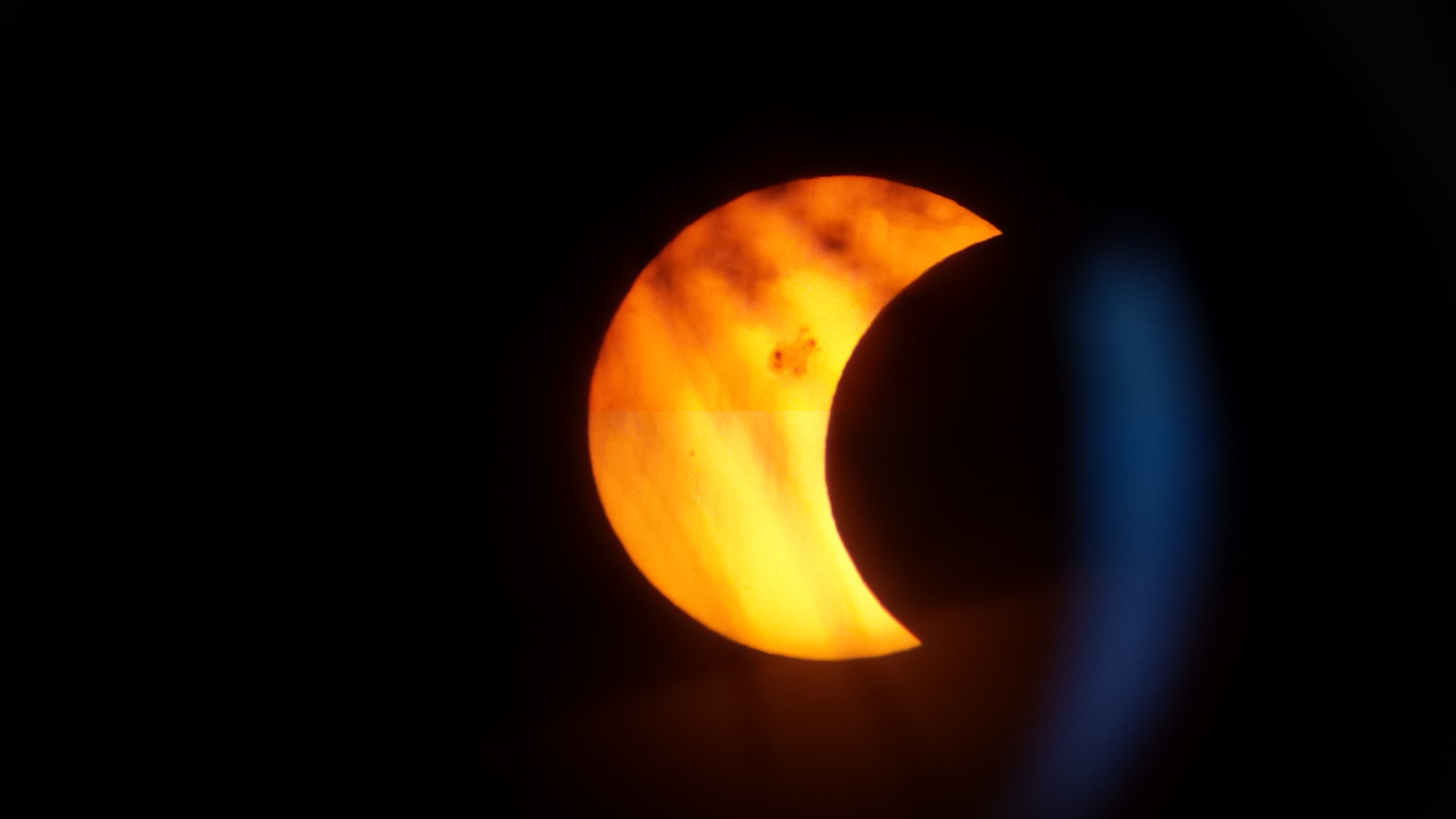
كلية DuPage  [لغات أخرى]‏، 22:28 UTC
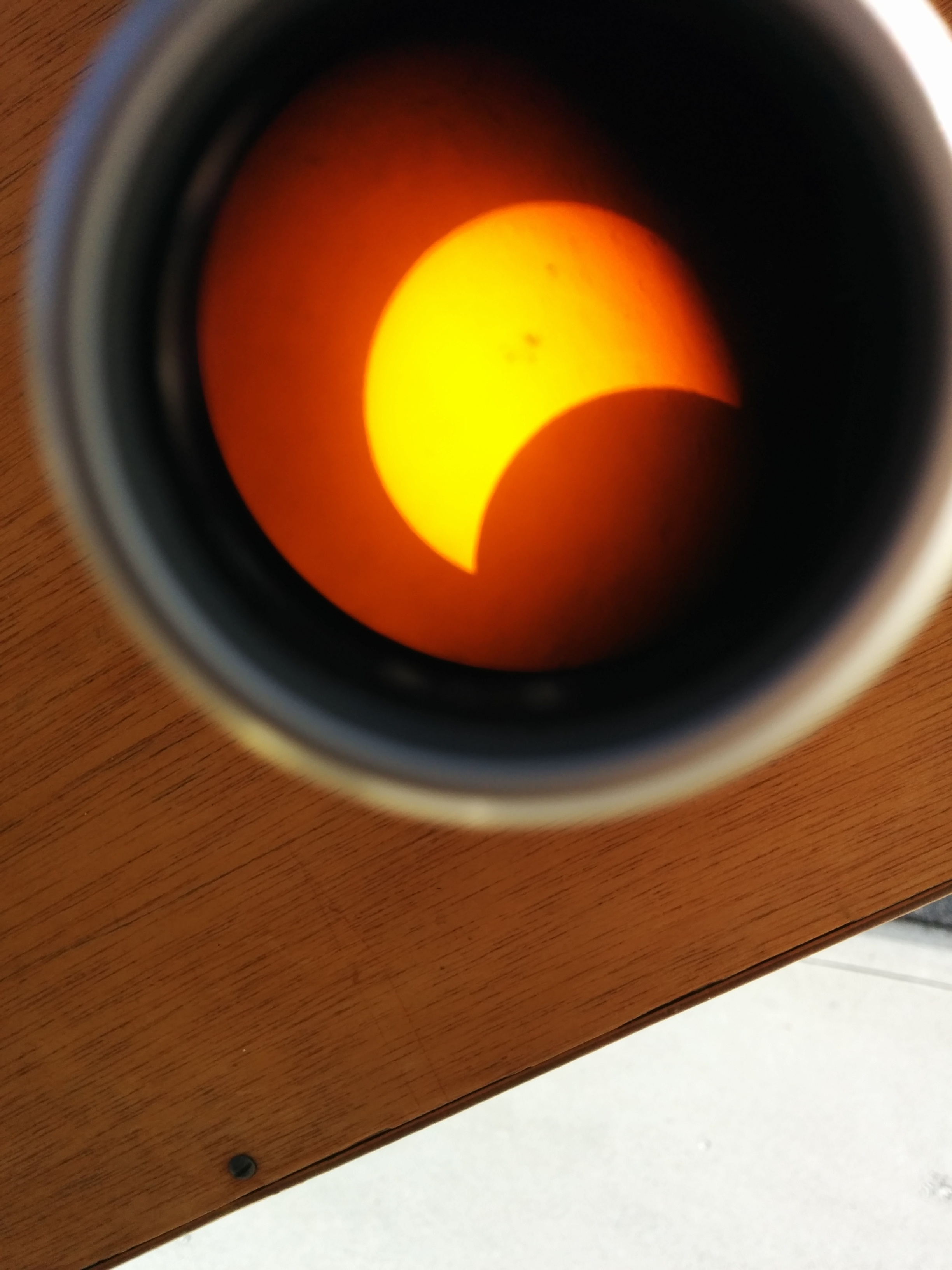
ماونتن فيو، كاليفورنيا، 22:33 UTC
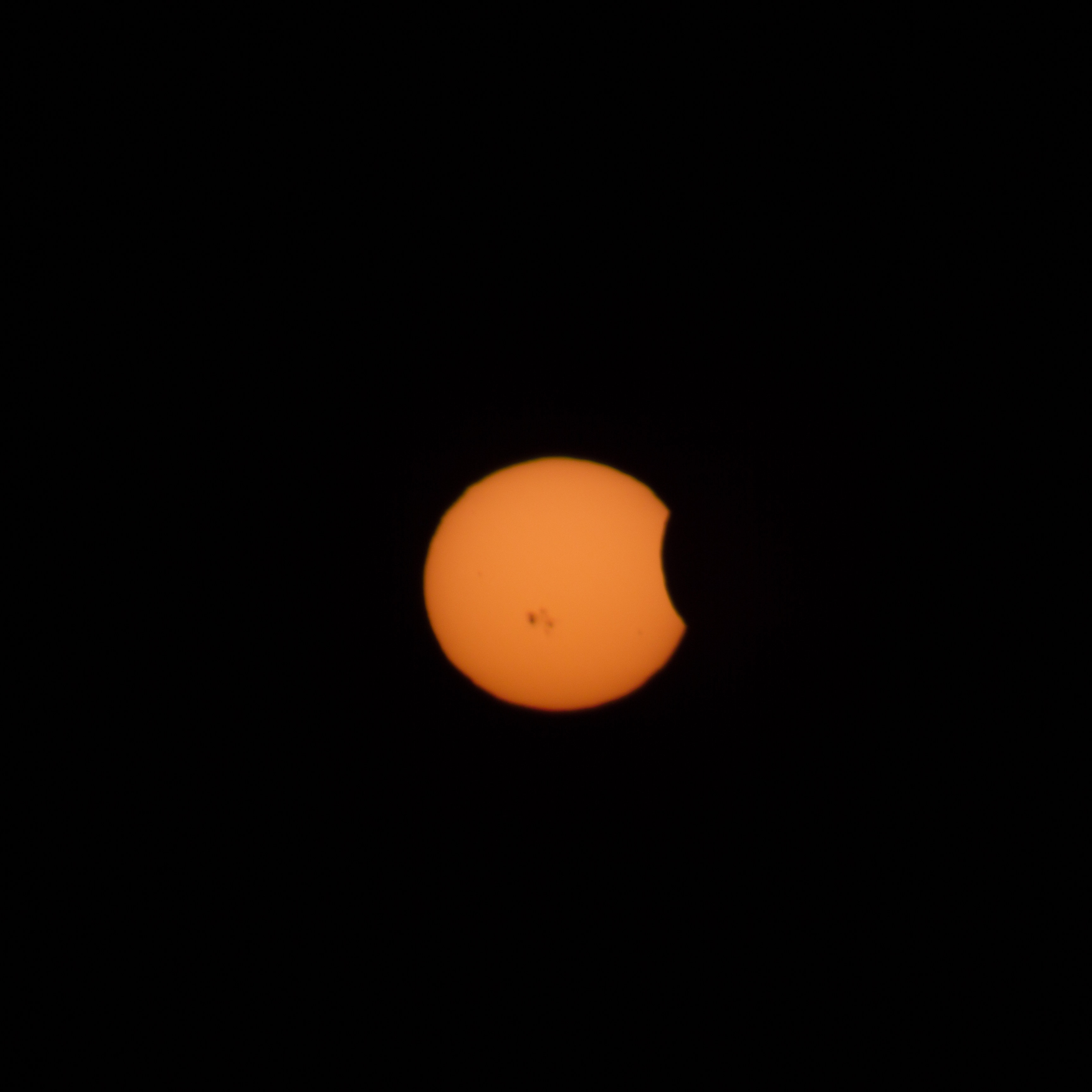
ملبورن، فلوريدا، 22:38 UTC
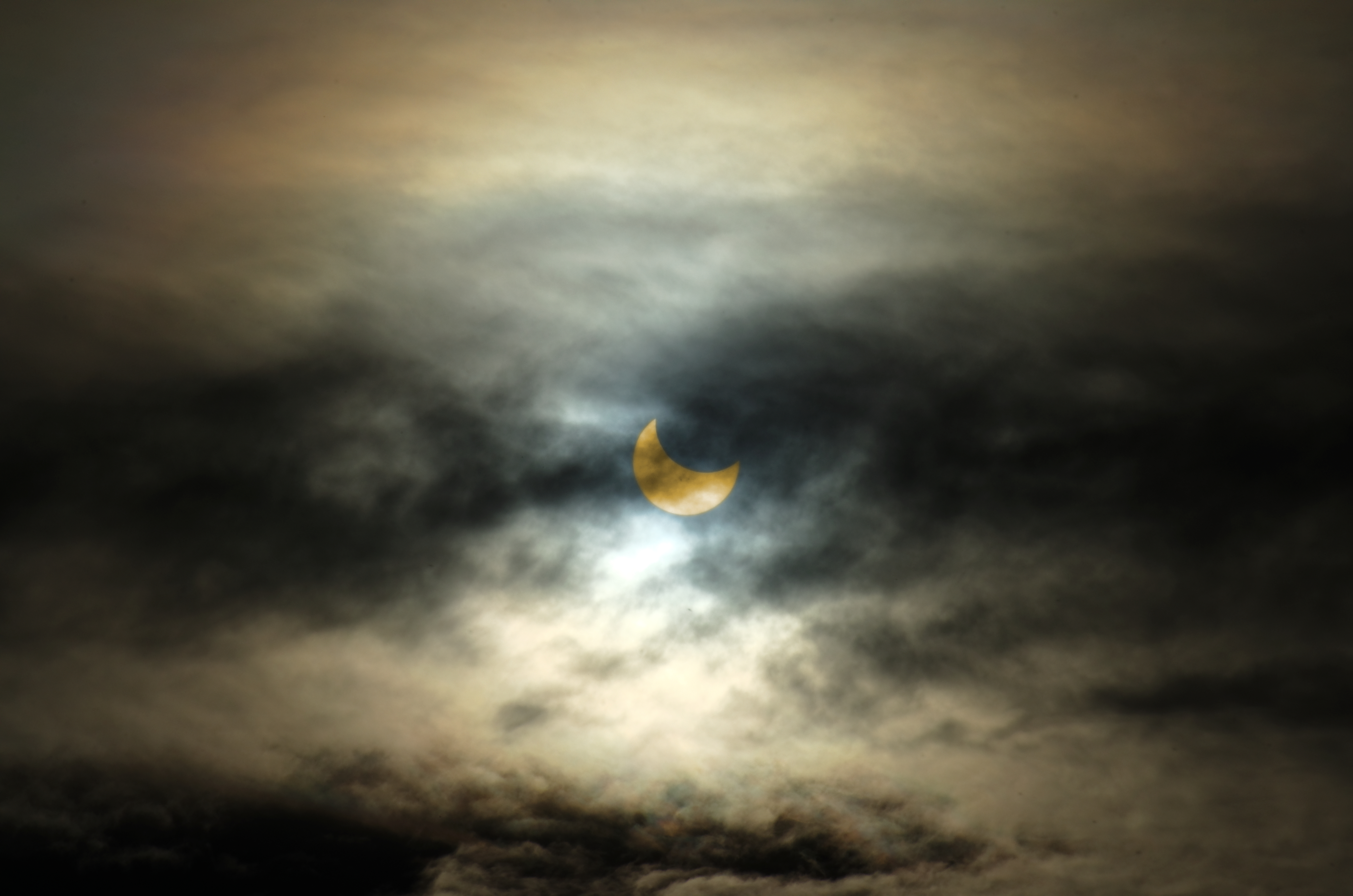
دنفر، كولورادو، 22:40 UTC
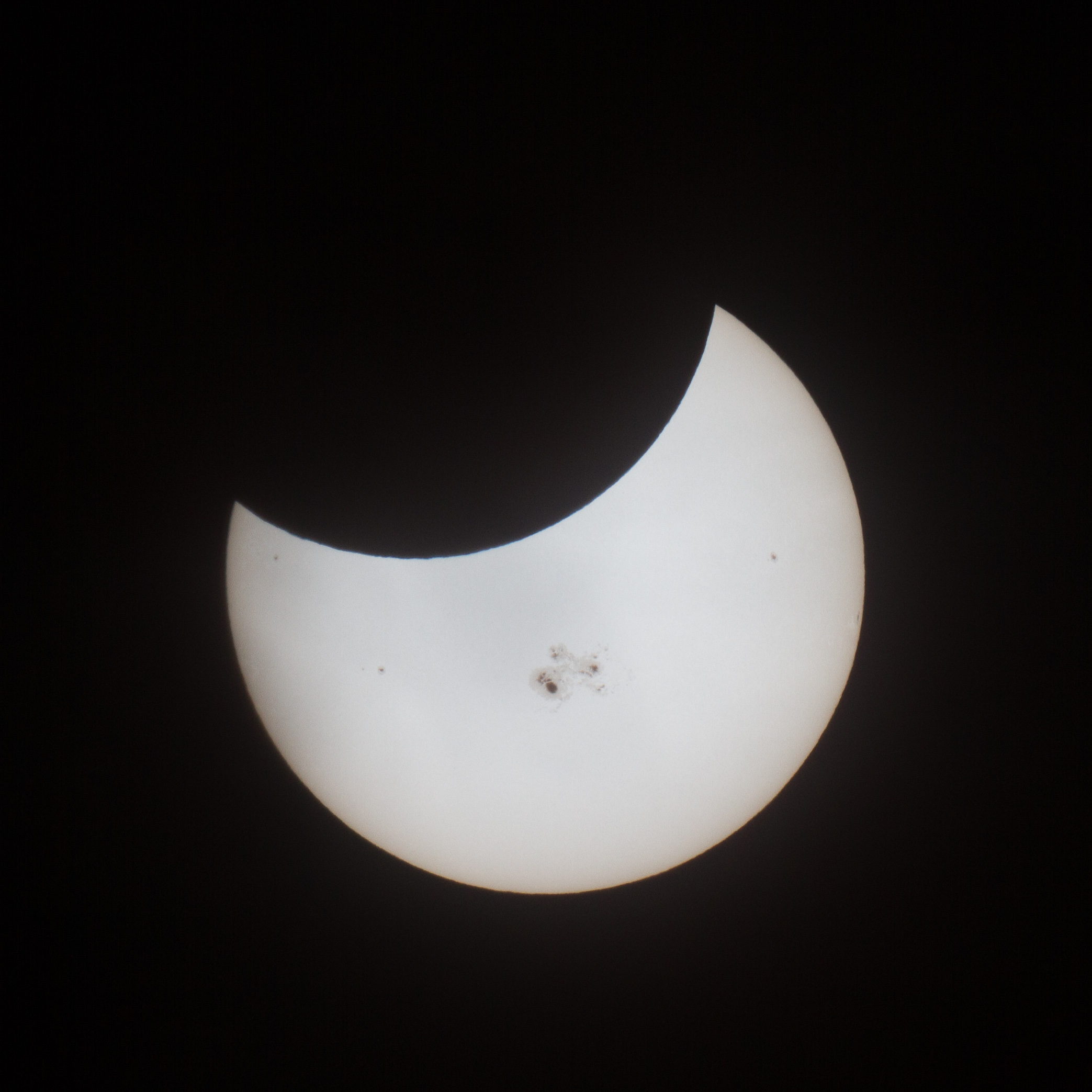
بالو ألتو، كاليفورنيا، 22:42 UTC
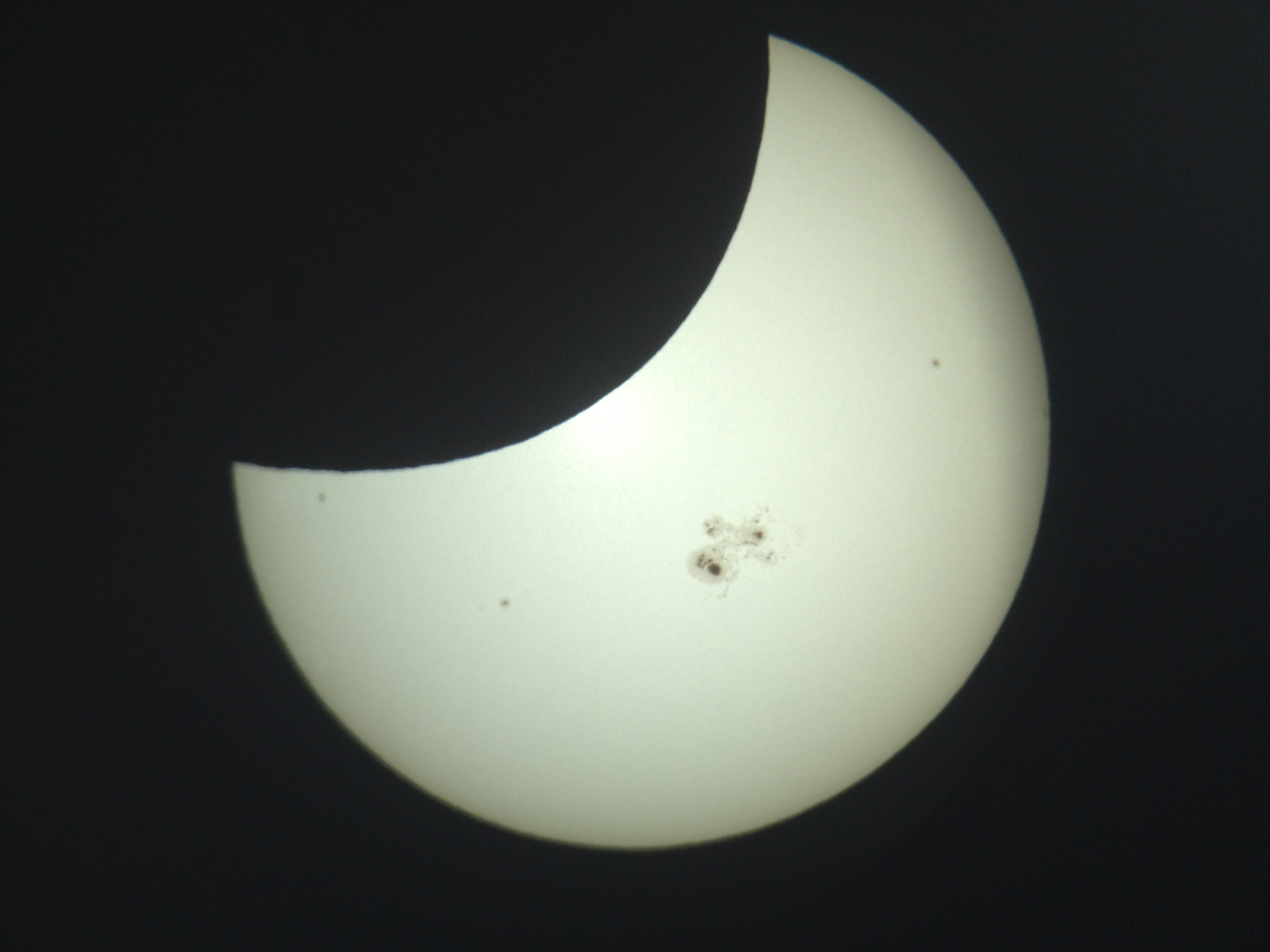
كوبرتينو، كاليفورنيا، 22:47 UTC
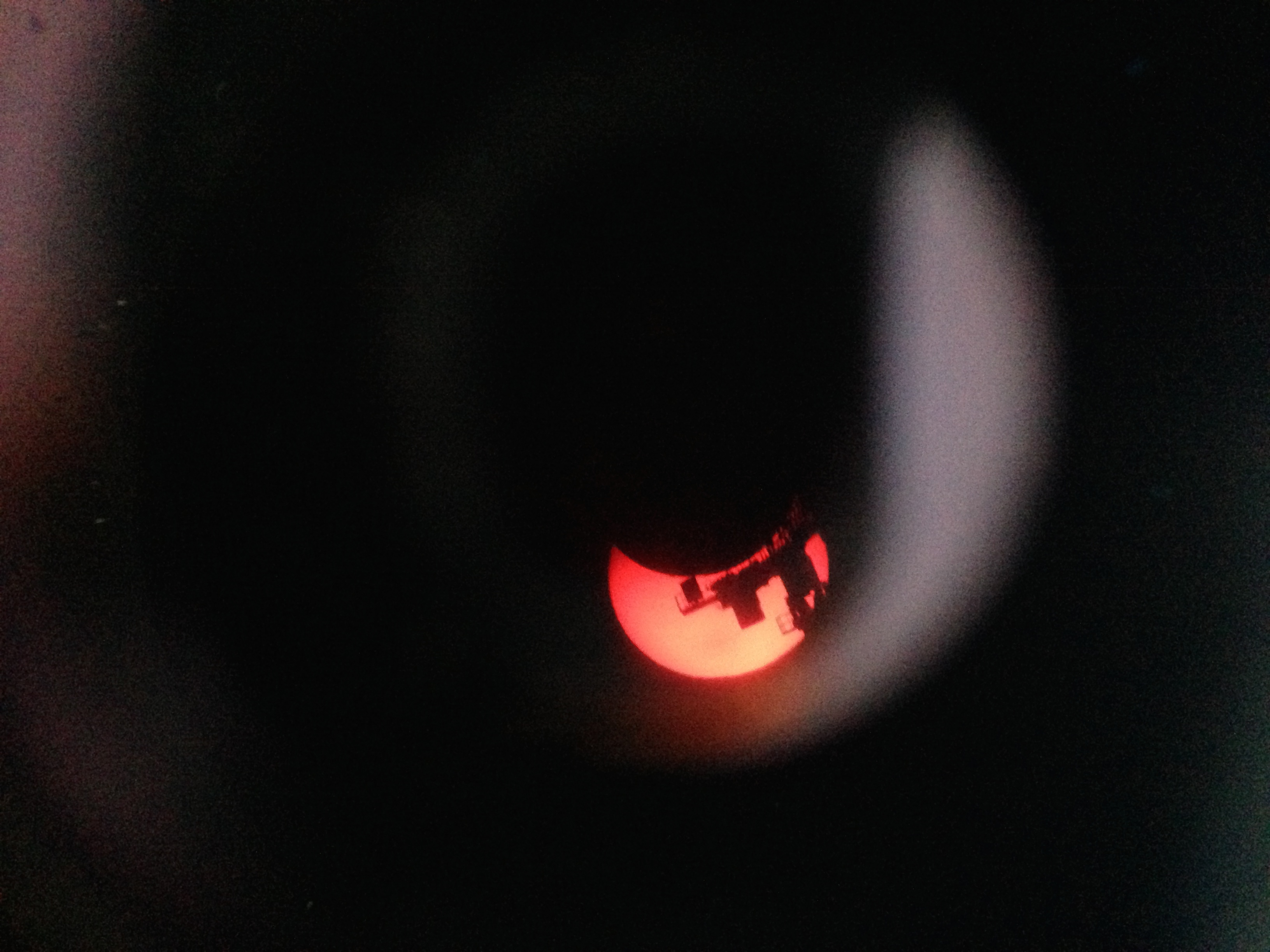
كورالفيل، آيوا، 22:56 UTC
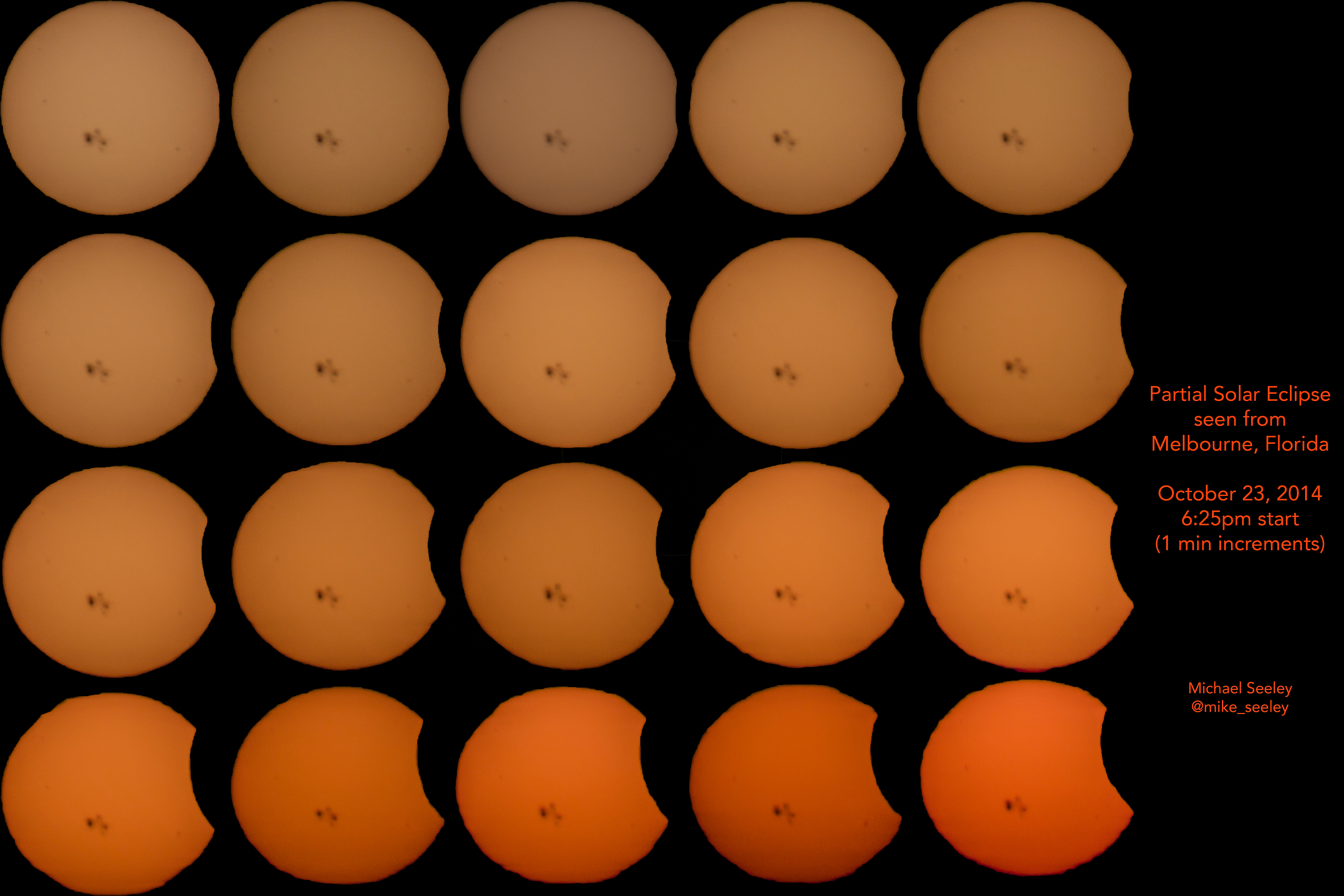
صورة مركبة من ملبورن، فلوريدا
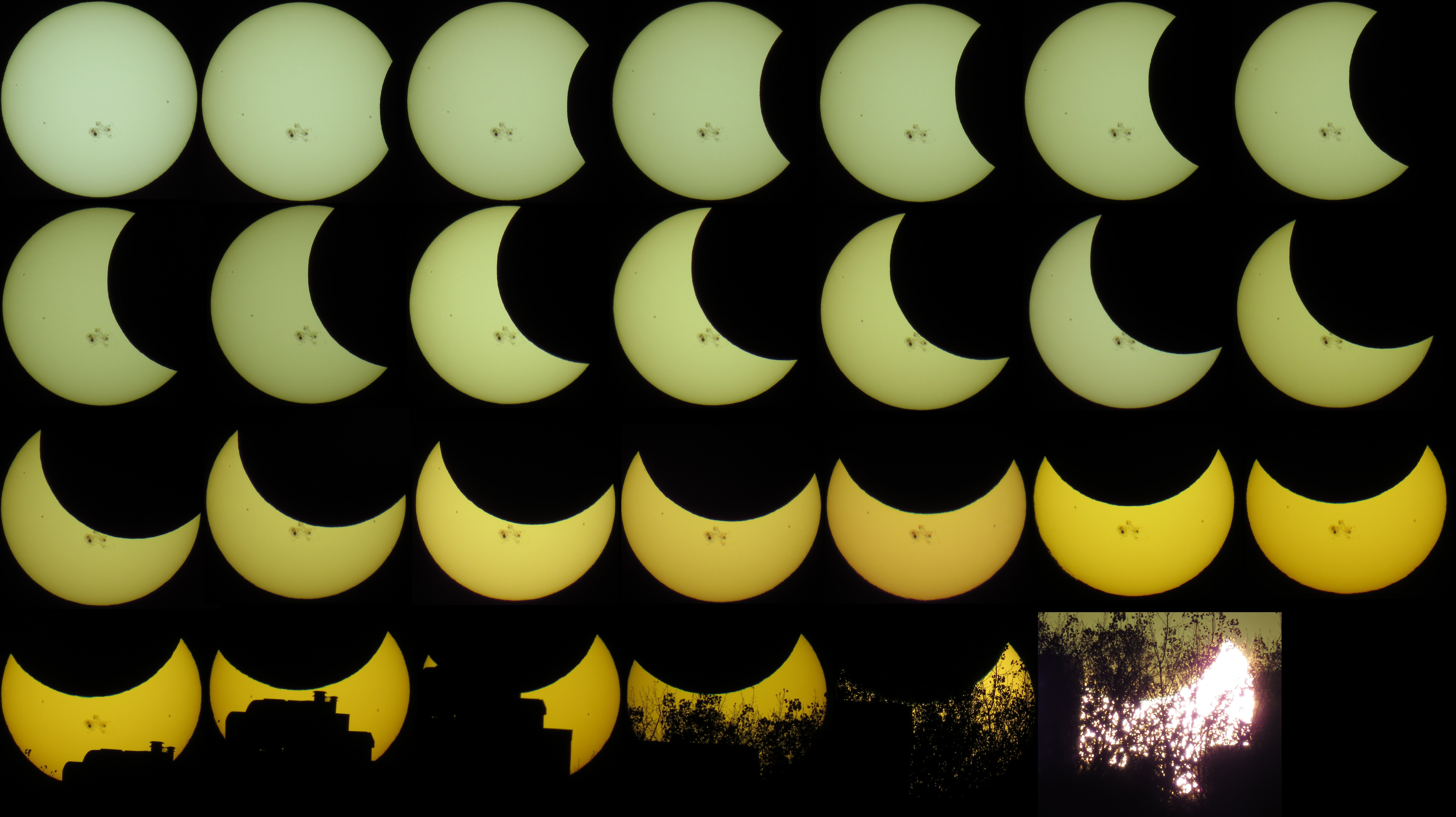
صورة مركبة من مينيابوليس، مينيسوتا

## الخسوفات ذات الصلة

### كسوف عام 2014
- خسوف كلي للقمر في 15 أبريل.
- كسوف شمسي حلقي غير مركزي في 29 أبريل.
- خسوف كلي للقمر في 8 أكتوبر.
- كسوف جزئي للشمس في 23 أكتوبر.

### كسوف الشمس 2011-2014
هذا الكسوف هو عضو في سلسلة نصف سنوية 2011-2014 من كسوف الشمس. يتكرر الكسوف في سلسلة نصف سنوية من الكسوف الشمسي كل 177 يومًا تقريبًا و4 ساعات (فصل ) في العقد المتناوبة من مدار القمرقالب:Solar eclipse set 2011–2014
| كسوف الشمس series sets from 2011–2014 | كسوف الشمس series sets from 2011–2014          | كسوف الشمس series sets from 2011–2014 | كسوف الشمس series sets from 2011–2014 | كسوف الشمس series sets from 2011–2014     | كسوف الشمس series sets from 2011–2014 | كسوف الشمس series sets from 2011–2014 |
| ------------------------------------- | ---------------------------------------------- | ------------------------------------- | ------------------------------------- | ----------------------------------------- | ------------------------------------- | ------------------------------------- |
| Descending node                       | Descending node                                | Descending node                       |                                       | Ascending node                            | Ascending node                        | Ascending node                        |
| Saros                                 | Map                                            | Gamma                                 | Saros                                 | Map                                       | Gamma                                 |                                       |
| 118 Partial from ترومسو، النرويج      | كسوف الشمس 1 يونيو 2011 Partial (north)        | 1.2130                                | 123                                   | كسوف الشمس 25 نوفمبر 2011 Partial (south) | -1.0536                               |                                       |
| 128 Middlegate, Nevada                | كسوف الشمس 20 مايو 2012 Annular                | 0.4828                                | 133 كيرنز, Australia                  | كسوف الشمس 13 نوفمبر 2012 Total           | -0.3719                               |                                       |
| 138 Churchills Head, Australia        | كسوف الشمس 10 مايو 2013 Annular                | -0.2693                               | 143 Partial from ليبرفيل              | كسوف الشمس 3 نوفمبر 2013 Hybrid           | 0.3271                                |                                       |
| 148 Partial from أديلايد, Australia   | كسوف الشمس 29 أبريل 2014 Annular (non-central) | -0.9999                               | 153 Partial from مينيابوليس           | كسوف الشمس 23 أكتوبر 2014 Partial (north) | 1.0908                                |                                       |

حدث كسوف كلي للشمس في 20 مارس 2015 وكسوف جزئي للشمس في 13 سبتمبر 2015 خلال السنة القمرية التالية المحددة.

### سلسلة Metonic
قالب:Solar Metonic series 2003 May 31
تكرر السلسلة metonic الخسوف كل 19 عامًا (6939.69 يومًا)، وتستمر حوالي 5 دورات. تحدث الكسوف في نفس تاريخ التقويم تقريبًا. بالإضافة إلى ذلك، تكرر سلسلة اوكتون الفرعية 1/5 من ذلك أو كل 3.8 سنوات (1387.94 يومًا). تحدث جميع الكسوفات في هذا الجدول عند العقدة الصاعدة للقمر.
| 22 eclipse events between January 5, 1935 and August 11, 2018 | 22 eclipse events between January 5, 1935 and August 11, 2018 | 22 eclipse events between January 5, 1935 and August 11, 2018 | 22 eclipse events between January 5, 1935 and August 11, 2018 | 22 eclipse events between January 5, 1935 and August 11, 2018 |
| January 4-5                                                   | October 23-24                                                 | August 10-12                                                  | May 30-31                                                     | March 18-19                                                   |
| 111                                                           | 113                                                           | 115                                                           | 117                                                           | 119                                                           |
| ------------------------------------------------------------- | ------------------------------------------------------------- | ------------------------------------------------------------- | ------------------------------------------------------------- | ------------------------------------------------------------- |
| January 5, 1935 [الإنجليزية]                                  |                                                               | August 12, 1942 [الإنجليزية]                                  | May 30, 1946 [الإنجليزية]                                     | March 18, 1950 [الإنجليزية]                                   |
| 121                                                           | 123                                                           | 125                                                           | 127                                                           | 129                                                           |
| January 5, 1954 [الإنجليزية]                                  | October 23, 1957 [الإنجليزية]                                 | August 11, 1961 [الإنجليزية]                                  | May 30, 1965 [الإنجليزية]                                     | March 18, 1969 [الإنجليزية]                                   |
| 131                                                           | 133                                                           | 135                                                           | 137                                                           | 139                                                           |
| January 4, 1973 [الإنجليزية]                                  | October 23, 1976 [الإنجليزية]                                 | August 10, 1980 [الإنجليزية]                                  | May 30, 1984 [الإنجليزية]                                     | March 18, 1988 [الإنجليزية]                                   |
| 141                                                           | 143                                                           | 145                                                           | 147                                                           | 149                                                           |
| January 4, 1992 [الإنجليزية]                                  | October 24, 1995 [الإنجليزية]                                 | August 11, 1999 [الإنجليزية]                                  | كسوف الشمس 31 مايو 2003                                       | كسوف الشمس 19 مارس 2007                                       |
| 151                                                           | 153                                                           | 155                                                           | 157                                                           | 159                                                           |
| كسوف الشمس 4 يناير 2011                                       | كسوف الشمس 23 أكتوبر 2014                                     | August 11, 2018 [الإنجليزية]                                  |                                                               |                                                               |

## روابط خارجية
قالب:Partial solar eclipse NASA reference
- Partial Solar Eclipse 23 October 2014 from start to maximum على يوتيوب
- معلومات غير فنية في NASA SSERVI
- البقع الشمسية وكسوف الشمس APOD 10/25/2014